# بخش برلین (شهرستان ناکس، اوهایو)
بخش برلین (به انگلیسی: Berlin Township) یک منطقهٔ مسکونی در ایالات متحده آمریکا است که در شهرستان ناکس، اوهایو واقع شده‌است.
 بخش برلین ۴۹٫۶ کیلومتر مربع مساحت و ۱٬۷۳۸ نفر جمعیت دارد و ۳۵۰ متر بالاتر از سطح دریا واقع شده‌است.